# Björkgöl (Misterhults socken, Småland)
Björkgöl är en sjö i Oskarshamns kommun i Småland och ingår i Marströmmen-Viråns kustområde.